# Michael Reusch
Michael Reusch (ur. 3 lutego 1914, zm. 6 kwietnia 1989 w Rothrist) – szwajcarski gimnastyk. Wielokrotny medalista olimpijski.

## Kariera sportowa
Brał udział w dwóch igrzyskach przedzielonych wojną - startował w Berlinie i Londynie. Najcenniejszy, złoty krążek, zdobył w 1948 w ćwiczeniach na poręczach. Ponadto zdobył po dwa srebrne medale na obu olimpiadach. Był wielokrotnym medalistą mistrzostw świata w 1938, triumfował wówczas w ćwiczeniach na koniu z łękami, drążku i poręczach.

## Starty olimpijskie (medale)
Berlin 1936
- poręcze, drużyna –  srebro

Londyn 1948
- poręcze –  złoto
- drużyna, kółka –  srebro